# Троценко Віктор Григорович
Троценко Віктор Григорович (нар.16 січня 1956 на Тянь–Шані, Киргизстан) — український художник, живе та працює у місті Києві. 
Навчався у Державній художній середній школі ім. Т.Г. Шевченко. Викладачі М.С. Нечипоренко, А.О. Михайлюк. 
У 1980 році закінчив Далекосхідний інститут мистецтв (нині Академія)у м. Владивостоці факультет живопису. Викладачі професор В.О. Гончаренко, К.І. Шебеко. 
З 1983 р. брав участь у Республіканських, Всесоюзних, Всеукраїнських та Міжнародних виставках. Творчі роботи закуплені Міністерством культури України, дирекцією виставок НСХУ, а також Державним музеєм Т.Г. Шевченка, Казахстан. 
У 1984 р. удосконалював свою майстерність в Академії Мистецтв та Архітектури ім. І.Є. Рєпіна, м. Ленінград (нині Санкт-Петербург). 
З 1984 р. викладач з фахових дисциплін (рисунок, живопис, композиція), у Державній художній середній школі ім. Т. Г. Шевченко. Брав участь в аукціонах Франції, Німеччини, Данії, Фінляндії, України. 
Член НСХУ з 1989 р. Персональні виставки в галереї журналу «Україна». 
1989 — Всесоюзна виставка молодих художників. м. Москва, Манеж. 
У 1996 р. персональна виставка в міжнародному арт – клубі «Меркатор», м.Київ. Учасник арт проекту «Зоряні зустрічі на території «А»», підтримка Міжнародної телекомпанії ICTV, цикл портретів зірок Української естради, у 1996 р.  
1998 р. брав участь у Всеукраїнському триєнале «Живопис—98». Нагороджений почесною грамотою міністерства культури та мистецтв України, міністр культури Ю.П. Богуцький. 
Дипломант виставки живопису «Євроімідж — 2001», прем'єр міністр Анатолій Кінах. Дипломант виставки живопису «Поезія фарб», Український фонд культури, голова правління УФК, академік НАН Україна Борис Олійник. 
У 2005 р. делегат IV з'їзду Національного Союзу художників України від київської організації Національного союзу художників України, м.Київ. 
2007 р, Всеукраїнська триєнале «Живопис — 2007», диплом за роботу «Київ вечірній». 
2008-2009 заступник голови КОНСХУ з питань використання творчих майстерень. 
2009 рік учасник у Всеукраїнській триєнале «Живопис — 2009». 
У 2009 р. делегат V з'їзду Національного Союзу художників України від київської організації Національного союзу художників України, Будинок Творчості, пгт. Седнів, Чернігівської обл. 
Нагороджений Грамотою за серію портретів у проекті «Видатні українці в світі», Всеукраїнського Об'єднення «За помісную Україну», Голова В.А. Народний депутат України, П. Ющенко. 
Нагороджений Почесною Грамотою НСХУ за вагомий внесок у розвитку образотворчого мистецтва України та Києва та від дати 40-річчя створення Київської організації НСХУ, голова НСХУ В.А. Чепелик.